# Eugeniusz Zych
Eugeniusz Jan Zych (ur. 3 grudnia 1959 W Strzelcach) – polski chemik, dr hab. nauk chemicznych, profesor i prodziekan Wydziału Chemii Uniwersytetu Wrocławskiego, prorektor Uniwersytetu Wrocławskiego (od 2020).

## Życiorys
W 1983 ukończył studia chemiczne na Uniwersytecie Wrocławskim. W latach 1984–1988 pracował na macierzystej uczelni jako pracownik naukowo-techniczny. W 1988 rozpoczął studia doktoranckie. 20 czerwca 1994 obronił pracę doktorską Synteza i własności fizykochemiczne halogenkowych związków kompleksowych uranu(III). od 1994 pracował na Wydziale Chemii UWr. 10 stycznia 2002 habilitował się na podstawie pracy zatytułowanej Badanie właściwości spektroskopowych i scyntylacyjnych wybranych połączeń lutetu i itru aktywowanych Ce, Eu lub Tb. W 2003 został zatrudniony na stanowisku profesora nadzwyczajnego. 3 kwietnia 2009 nadano mu tytuł profesora w zakresie nauk chemicznych.
W 2005 został prodziekanem Wydziału Chemii Uniwersytetu Wrocławskiego. W 2020 został prorektorem ds. badań naukowych Uniwersytetu Wrocławskiego.
Został odznaczony Srebrnym (2012) i Złotym (2023) Krzyżem Zasługi.